# Замок у Ферсмановому
Замок Кеслера-Ферсмана — заміський маєток (дача) німецької родини Кесслерів у Ферсмановому, Крим. Будинок збудований наприкінці ХІХ століття і є пам'яткою архітектури і містобудування місцевого значення.

## Назва і розташування
Офіційна назва, яка проходить в охоронних постановах Кабінету Міністрів України, «Замок Ферсмана і садиба Кесслера». Таким чином було увічнено імена засновників цієї садиби. Крім того, у народі закріпилися ще додаткові назви, за аналогією з Ластівчиним гніздом: Мисливський замок, Будинок із привидами і Палац лісової феї.
Поруч зі трасою 35А-002, що веде з Сімферополя, через перевали, до Алушти, неподалік і південніше столиці Криму в передгірському селі Ескі-Орда (тепер Лозове) розташована мальовнича пам'ятка архітектури й містобудування місцевого значення — садиба Кесслера. Засновник будівлі вибрав саме місцину, яка проглядалася зусібіч Салгирської долини, бо була в 300 метрах на пагорбі, на правому березі річки Салгир у підніжжі височини, порослої лісом (який теж носить почесну назву — Кесслерівський ліс).
Будівля і садиба розташовані ще на території Лозовського інтернату, за адресою: 97576, Автономна Республіка Крим, Сімферопольський район, село Ферсманово, вулиця Учительська, 1Б.

## Історія
У Російській імперії було заведено, що вельможі, особливо царі, жалували своїм підлеглим чималі наділи землі, зазвичай, із народом, що там жив. Найбільше такій вислузі раді були військові, адже після кожної вдалої військової кампанії імперія обростала землями, які і розподілялися між загарбниками. Так на кримські землі і прийшли землевласниками: російські графи, царські німці-вислужники та поселенці, кавказькі князі, купецькі роди та попи.
Родина Кеслерів, за походженням, була з німецького містечка Дамрау (Східна Пруссія). На початках ХІХ століття російські царі та їхні урядники мали звичку запрошувати німецьких чиновників і управителів до себе на роботу. Таким чином і потрапив лісничий Карл-Фрідріх Кесслер на службу в Росію, ставши головним лісничим у військових поселеннях Новгородської губернії. Переселявся він в 1822 році із сім'єю (дружина, діти), оселився в селі Грузино недалеко від Новгорода, тож, ставши статусним урядником, мав змогу дати своїм дітям хорошу освіту. Один син пішов далі в науку і став відомим, уже російським, зоологом, а другий син захоплювався архітектурою, але вибрав стежку військового, де набув чималої популярності та відзнак. За відданість царю та успіхи цар жалував Кесслерам чимало привілеїв і земельні наділи, у тому числі.

### Заснування садиби Кесслера
Заміську дачу родини Кесслерів побудував Едуард Федорович Кесслер — колишній російський військовий інженер і генерал армії, посланник Росії у Туреччині, завойовник Кавказу. Вийшовши на почесну пенсію він оселився поруч своїх маєтків, недалеко татарського села Ескі-Орда і жив там зі своїми дітьми: Олександром та Марією. Точної дати заснування маєтку і побудови замку не встановлено, але дослідники припускають що це відбувалося в період з 1860 року і до його спочинку (1878 рік), не виключено, що декотрі будівлі та об'єкти облаштовували його діти.
Тривалі військові кампанії на Кавказі спонукали військового інженера обрати неподалік місцину для відпочинку та спілкування з дітьми. Крим став таким затишним куточком. До того ж родина Кесслерів була велика і відома, та й син Олександр уподобав собі науку, як його брат — знаний російський зоолог Карл Федорович Кесслер. Захоплення Марії та Олександра Кесслерів природознавством заставили батька, генерала, облаштувати в заміському будинку наукову лабораторію і метеорологічну станцію. Відтак наукові вишукування сина стали призвідцями першої в Криму Кучук-Тотайкойської метеостанції.

### Розквіт маєтку і відвідини Ферсманів
Після смерті генерала Едуарда Кесслера воно перейшло у спадок його сину — науковцю, хіміку Олександру Кесслеру, який жив тут і працював в Кримському університеті та ще й був професором Санкт-Петербурзького університету. До Олександра часто навідувалася його сестра Марія (яка ще й мала поруч, у сусідніх селах, земельні наділи), разом зі своїм чоловіком Євгенієм Олександровичем Ферсманом, також російським військовим, архітектором та аташе в Греції. Разом з ними приїжджав їх племінник Олександр Євгенович Ферсман, який саме тут, серед кримської природи, відчув потяг до мінералів відомий, поготів, академік мінералогії. В честь нього і було облаштовано, роками пізніше, музей та геологічну експозицію (в честь відомих царських учених чи генералів радянська влада не дозволила, а на честь радянського академіка, який і бував там не часто — і експозиції, і семінари і дитячі геологічні експедиції проводили).

### Занепад у радянські часи
У 1920 році, після того як радянська влада закріпилася на півострові, комісари націоналізували і перепідпорядкували садибу Кримському університету (у якому, на той час, ще працював Олександр Кесслер). У 1922 році в садибі були курси кримськотатарських вчителів, які невдовзі й закрили. Після смерті вченого, в 1927 році, будівлю передали місцевим правоохоронцям, які почали її використовувати, як дитячий будинок, а перед війною тут були військові казарми. У часи Радянсько-німецької війни тут були розквартировані німецькі військові.
Після війни садиба була закріплена за Міністерством освіти і тут поселили дітей загиблих партизанів. У 1957 році, на базі садиби та персоналу дитячого будинку в селі було створено Лозовську школу-інтернат. А вже пізніше сам замок Кесслера розпаювали на квартири для працівників інтернату (на нижніх поверхах) та дитячі класи. В коридорі облаштували експозицію мінералів з колекції Олександра Ферсмана (вченого і онука Кесслера) і музей вченого, у невеличкій кімнаті.

### Сучасність
За часів незалежної України мешканці замку переселилися у окремі будинки, і приміщення почало пустувати. Невдовзі і музейну експозицію перевели до Сімферополя. Постановою Ради міністрів АРК від 06.27.2000 № 202 будівлю передано на баланс Міністерства будівельної політики та архітектури АРК.
Заради збереження архітектурної пам'ятки було вирішено передати її в концесію, у приватні руки. 19 травня 2010 року (з п'ятої спроби, зі стартовою ціною заниженою на 30 % — 250 000 грн), на аукціоні замок Кесслера-Ферсмана викупив московський підприємець Ілля Голенко (в інтересах сім'ї Дмитра Дюжева), інвестори пообіцяли реконструкцію приміщення та створення музейної кімнати, доступної для відвідувань.

## Опис
Поселившись поруч Ескі-Орди, генерал Едуард Кесслер побудував собі заміський будинок, зерносховище, млин, молочне господарство, викопав ставок і завів форельне господарство, а навколо висадив чимало дерев (заклавши парк та фруктовий сад на 10 десятинах, насаджував землеукріплюючі посадки на височині, неподалік). Більшість споруд уже не збереглися, лише їхні залишки вказують на масштаби садиби та землеволодінь Кесслерів. До маєтку долучені були ділянки, що були за горою Чанкая, у долині Малого Салгиру між трьох татарських сіл: Мамак, Вейрат і Суїні-Хаджі (сучасні Строгонівка і Денисівка). Загалом родина Кесслерів володіла довкола Сімферополя чималими земельними угіддями, на початках ХХ століття Марія Ферсман вважалася заможною землевласницею.

### Будинок
Двоповерхова будівля прямокутної форми, із підвалом і мезоніном, із різьбленими башточками, стрілчастими вікнами і флігелем, загальною площею 349,3 квадратних метрів розташована на березі річки Салгир. Архітектор Клаузен Оскар Генріхович запроектував неоготичну споруду в архітектурі якої переважає замкова тема (схожий на середньовічний німецький) упереміжку з мавританськими елементами. Струнка лінія машакулі з декоративними башточками, подвійні й потрійні аркоподібні вікна (стрілчасте або напівлучкове), гладкі кутові лопатки, контрастують із жорсткою поверхнею стін. А візерункові підкарнизні дентикули, що оперізують будівлю — архітектурна особливість усієї будівлі.
Загалом другий поверх будинку і кутова вежа були облаштовані під метеостанцію й наукову лабораторію. Така ж вежа (схожа за формою і оздобленням) була вимурована і на землі, по центральній осі фасаду з головним входом. Обидві вежі сполучав декоративний мостик (у 30-х роках XX століття вежу й мостик було зруйновано). Тераса на північному фасаді будинку мала свій вихід до кімнат першого поверху (також була зруйнована внаслідок перепланувань). Переміщення між поверхами відбувалося дерев'яними гвинтовими сходами вилася (на другий поверх), а на верхні приміщення вели металеві сходи. Усе приміщення опалювалося камінами, оздобленими, різного кольору, мармуром. У підвальних приміщеннях було обладнано ще й винний погріб.

### Парк
Коли Едуард Кесслер приїхав до Тотай-коя, наприкінці XIX століття, село було закинуте. Тож генерал Кесслер викупив ще землі і заклав парк та фруктовий сад (на 10-и десятинах землі). У парку росло чимало декоративних дерев та кущових форм: каштани, платани, горіхи, сосни. До сучасників дійшли лише залишки каштанової алеї, ряд старих сосен і поодинокі платани та волоський горіх.